# Sinfonía n.º 3 (Bernstein)

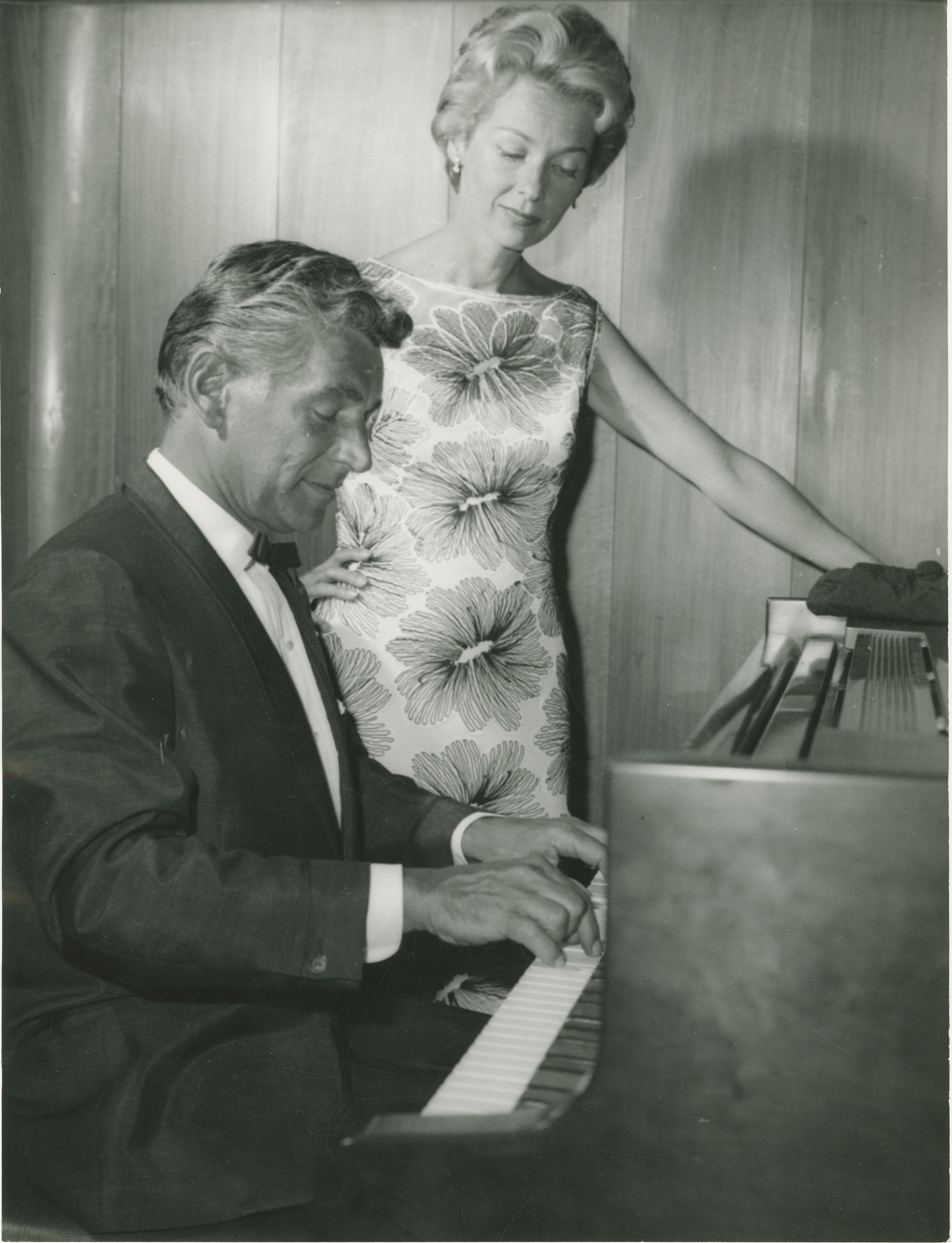
Bernstein con su esposa Felicia en 1962.

La Sinfonía n.º 3, también conocida como Kaddish, fue compuesta por Leonard Bernstein en 1963; posteriormente revisada en 1977. La obra está dedicada a la memoria de John F. Kennedy.

## Historia

### Contexto
En la temporada 1943-1944 tuvo unos sensacionales debuts, como sustituto de última hora en la Filarmónica de Nueva York, y como compositor de ballet y sinfonías de Broadway. Su mayor problema profesional era cómo equilibrar su triple talento como pianista, compositor y director de orquesta, puesto que podría haber tenido una espléndida carrera a tiempo completo en cualquiera de los tres ámbitos. Como compositor "serio" le preocupaban las cuestiones relativas al vacío de la vida moderna, en especial entre los descontentos estadounidenses de clase media. La pérdida y la búsqueda de sentido personal y espiritual es un tema tan recurrente e importante en su música como la conocida preocupación de Benjamin Britten por el tema de la pérdida de la inocencia.

### Composición
La composición se desarrolló entre 1961 y 1963. En un principio Bernstein tenía la intención de presentarla en el 75 aniversario de la Orquesta Sinfónica de Boston en 1955. Finalmente su estreno no tuvo lugar en Boston, sino en Tel Aviv, un lugar quizás más apropiado teniendo en cuenta su tema. El texto, que trata cuestiones de fe, de la obra está en inglés, arameo y hebreo. Declara que el hombre evita la destrucción mediante su identificación con dios a través del trabajo y del arte. Varios borradores de la partitura se conservan en la Biblioteca del Congreso de Estados Unidos bajo la denominación ML31 .B49 y se pueden consultar en línea.
El subtítulo Kaddish significa "santificación" en arameo. Para los judíos del mundo tiene una connotación muy emotiva, ya que es el nombre de una oración del judaísmo que se canta por los muertos junto a la tumba en ocasiones conmemorativas, así como en todos los servicios de la sinagoga. Curiosamente no contiene ni una sola mención a la muerte; por el contrario usa tres veces la palabra chayei o chayim (vida). Lejos de ser una melodía, es una serie de alabanzas a Dios y tiene funciones básicas en la liturgia que no tienen nada que ver con el luto. Esta doxología está escrita en una mezcla de hebreo y arameo, la lengua vernácula en la época de Jesús, y hay razones para creer que se convirtió en la base del Padrenuestro cristiano. Originalmente, en el periodo posterior a la destrucción del segundo templo (70 d. C.), fragmentos del Kaddish recitados por un predicador al final de un discurso cuando se esperaba que despidiera a una asamblea con una alusión a la esperanza mesiánica. En el siglo XII la oración alcanzó su forma actual y a través del folclore llegó a asociarse con el luto. El compositor explota aquí las connotaciones dualistas de esta oración: su connotación popular como una especie de réquiem y su celebración de la vida, es decir, la creación. Lo hace tanto en la música como en el texto del narrador. En la versión original también fue una decisión dualista elegir a una mujer como narradora y como solista vocal que tenía que cantar palabras sagradas tradicionalmente reservadas a los hombres en la sinagoga. La mujer representaba en la sinfonía ese aspecto de la humanidad que conoce a Dios a través de la intuición y puede acercarse más a la divinidad, un concepto en desacuerdo con el principio masculino de racionalidad organizada. Bernstein había utilizado el mismo recurso en su Sinfonía n.º 1 Jeremías, en la que la Lamentación del profeta es cantada por una mezzosoprano.
El compositor, que no había quedado del todo satisfecho con la versión original de 1963, realizó algunas revisiones en 1977. Entre ellas, algunos cortes, cierta reescritura musical y aún más reescritura del texto hablado. Además, hizo posible que el narrador fuera una mujer o un hombre. No obstante, el dualismo es algo más que una cuestión del género del narrador. El narrador lamenta, anticipadamente, el posible suicidio inminente de la humanidad. Al mismo tiempo se advierte que las personas no pueden destruirse a sí mismas mientras se identifiquen con Dios. De ahí que el ser humano pueda ser inmortal como creador, artista, soñador, por tanto, como manifestación divina.

### Estreno

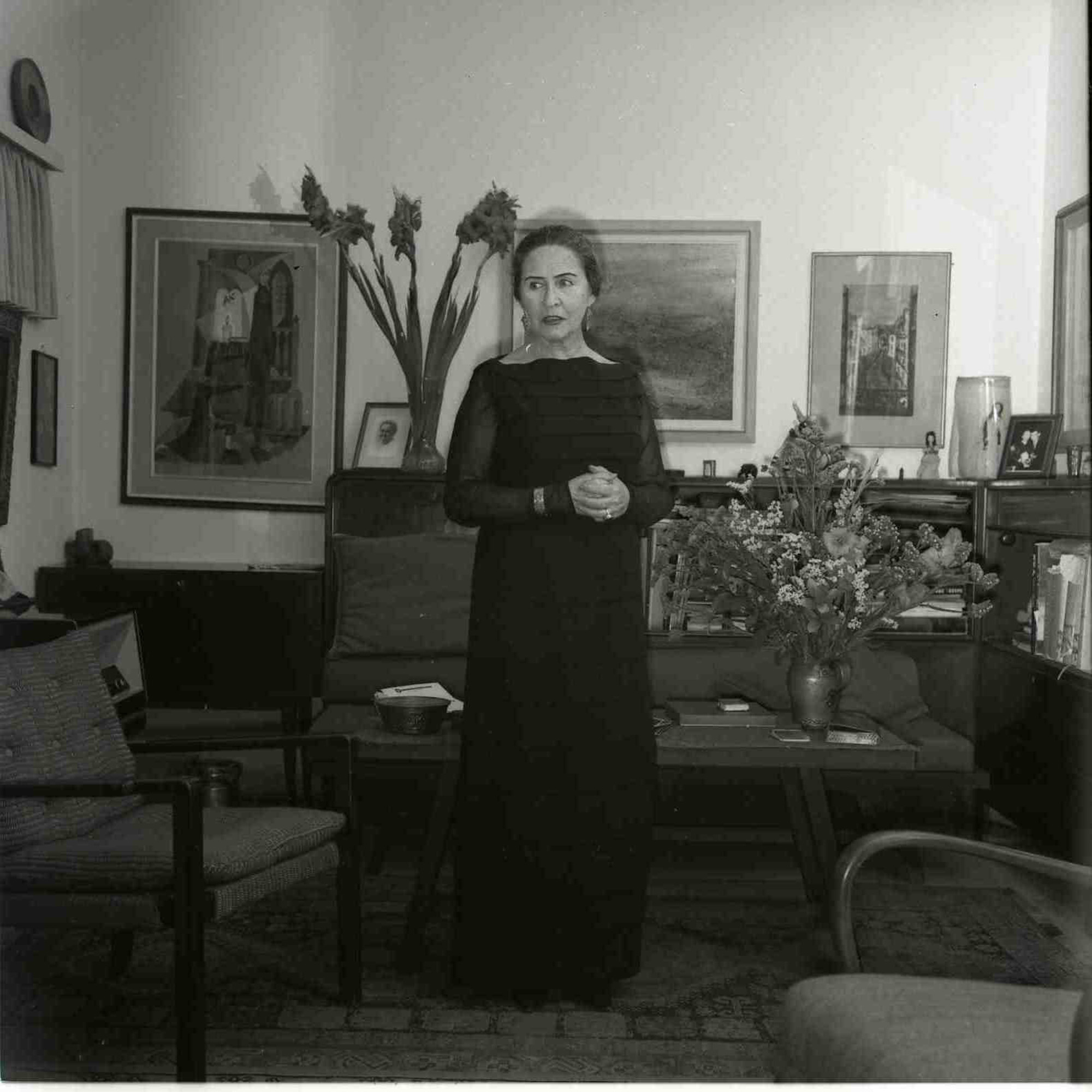
Hanna Rovina, narradora del estreno.

El estreno se celebró el 10 de diciembre de 1963 en Tel Aviv con la interpretación de la Orquesta Filarmónica de Israel, Jennie Tourel como mezzosoprano, Hanna Rovina como narradora y los coros de Abraham Kaplan bajo la batuta del propio compositor.

## Instrumentación
La partitura está escrita para soprano, coro y una orquesta formada por:
- Viento madera: 4 flautas (3ª flauta alto, 4ª flautín), 2 cornos ingleses, 1 saxofón alto, 2 clarinetes en mi bemol y la, 1 clarinete bajo en si bemol, 2 fagotes, 1 contrafagot.
- Viento metal: 4 trompas, 3 trompetas en do, 1 trompeta en re, 3 trombones, 1 tuba.
- Percusión: 5 timbales y 4 percusionistas con bombo, 3 cajas (caja, tambor militar, tambor tenor), tambor de mano israelí, 2 platillos suspendidos, 2 platillos crash, platillos antiguos (mi, sol, si, do), crótalos, tam-tam, 3 bongós, 3 temple blocks, caja china, bloques de papel de lija, escofina, látigo, matraca, maracas, claves, triángulo, pandereta, campanas tubulares, vibráfono, xilófono, glockenspiel.
- Teclado: piano, celesta.
- Cuerda: 1 arpa, una sección de cuerdas con violines I y II, violas, violonchelos y contrabajos.
- Voces: soprano solista, coro de niños, coro mixto (SATB).
- Otros: altavoz.

## Estructura y análisis
La sinfonía consta de tres movimientos:
- I. Invocation. Adagio – Kaddish 1. L'istesso tempo – Allegro molto
- II. Din-Torah. Di nuovo Adagio – Kaddish 2. Andante con tenerezza
- III. Scherzo. Presto scherzando, sempre pianissimo – Kaddish 3. Adagio come nel Din-Torah – Finale. Allegro vivo, con gioia

La interpretación de esta obra dura aproximadamente 40 minutos. El dualismo se ilustra musicalmente mediante el dramático contraste entre las texturas intensamente cromáticas que emplean técnicas dodecafónicas y el sencillo diatonicismo expresivo.

### I.Invocation
El primer movimiento se titula Invocation (Invocación) y lleva la indicación de tempo Adagio. Se abre con el narrador dirigiéndose a Dios y ofreciendo plegarias. La música que sigue está llena de conflictos, pero a menudo es comedida y deferente con el narrador. Los pasajes corales tienen un carácter dramático y rítmicamente jazzístico, mezclando a la vez una sensación de austeridad con el lado Broadway de la colorida personalidad musical de Bernstein.

### II.Din-Torah
El segundo movimiento lleva por título Din-Torah (escena del juicio o Juicio por la Torá) y la indicación Di nuovo Adagio. Hierve de tensión y a veces roza la desesperación, cuando la narradora se pregunta si Dios escucha sus súplicas, planteando así una crisis de fe. Hacia la mitad hay un arrebato particularmente angustioso de la narradora en que se acusa a Dios de una ruptura de la fe con la humanidad. Tal blasfemia tiene un precedente bíblico en la historia de Job y también hunde sus raíces en las tradiciones populares, como en la leyenda del rabino Levi Yitzchok de Berdichev. El compositor sintió fuertemente el peculiar judaísmo de esta relación "Yo-Tú" en todo el concepto mítico del amor del judío a Dios, desde Moisés hasta la secta jasídica, hay una profunda intimidad personal que permite decir cosas a Dios que son casi inconcebibles en otra religión. Este cambio se manifiesta mediante una música agónica y no tonal que culmina en una cadenza coral a ocho voces de una enorme complejidad. Pero inmediatamente después, el narrador implora el perdón de Dios e intenta ser reconfortante; y la canción de cuna que sigue es explícitamente tonal, con suaves modulaciones. De nuevo, especialmente al principio, la música pasa a un segundo plano para los gritos dramáticos de la narradora, pero cuando toma el centro del escenario, se llena de disonancia y austeridad, la percusión retumba, el coro parece desarticulado. En la segunda mitad la soprano canta una hermosa aunque angustiosa canción de cuna, a la que más tarde se une el coro en uno de los pasajes más conmovedores de la obra. Aquí también se recupera la tonalidad, Bernstein parece mostrar su rechazo a la atonalidad, aunque emplea técnicas seriales a lo largo de la sinfonía, especialmente en el segundo movimiento.

### III.Scherzo – Finale
El tercer y último movimiento se titula Scherzo y lleva la indicación Presto scherzando, sempre pianissimo. El Scherzo es el clímax de la sinfonía. Se trata de otro doloroso momento hablado en que el narrador cuestiona los propósitos de Dios, acompañado de una música amenazadora, casi diabólica con motivos extremos y angulosos. Pronto el narrador insta a todos a creer y la música se vuelve esperanzadora, con un tema heroico y épico que divulga la influencia de Aaron Copland. Le sigue una clarificación gradual y una resolución en sol bemol mayor. En este punto la palabra crítica del narrador es "creer". De hecho, el credo del compositor residía en su creencia en el valor perdurable de la tonalidad. No obstante, termina surgiendo una crisis de fe y la música se vuelve oscura. El narrador reafirma entonces la fe y la música destila un sentimiento de celebración. Se cierra con el tema de la creencia que se presenta triunfante, coronando la restauración de la fe.

## Texto
Texto del narrador revisado en 1977 por Bernstein.
| Texto original en inglés, arameo y hebreo | Traducción |
| --- | --- |
| I. Invocation SPEAKER O, my Father: ancient, hallowed, Lonely, disappointed Father: Betrayed and rejected Ruler of the Universe Angry, wrinkled Old Majesty I want to pray. I want to say Kaddish. My own Kaddish. There may be No one to say it after me. I have so little time, as You well know. Is my end a minute away? An hour? Is there even time to consider the question? It could be here, while we are singing. That we may be stopped, once for all, Cut off in the act of praising You. But while I have breath, however brief, I will sing this final Kaddish for You, For me, and for all these I love Here in this sacred house. I want to pray, and time is short. Yit'gadal v'yit'kadash sh'mē raba... Kaddish 1 SPEAKER Magnified... and sanctified... Be the great name... Amen. CHORUS Yit'gadal v'yit'kadash sh'mē raba, amen b'al'ma div'ra chir'utē, v'yam'lich mal'chutē b'chayēchon uv'yomēchon uv'chayē d'chol bēt Yis'raēl, ba'agala uviz'man kariv, v'im'ru: amen. Y'hē sh'mē raba m'varach l'alam ul'al'mē al'maya. Yit'barach v'yish'tabach v'yit'pa-ar v'yit'romam v'yit'nasē v'yit'hadar v'yit'aleh v'yit'halal sh'mē d'kud'sha, b'rich Hu, l'ēla min kol bir'chata v'shirata, tush'b'chata v'nechemata, da-amiran b'al'ma, v'im'ru: amen. Y'hē sh'lama raba min sh'maya v'chayim alēnu v'al kol Yis'raēl v'im'ru: amen. SPEAKER Amen! Amen! Did You hear that, Father? "Sh'lama raba! May abundant peace Descend on us. Amen." Great God, You make peace in the high places, Who commanded the morning since the days began, And caused the dawn to know its place. Surely You can cause and command A touch of order here below, On this one, dazed speck. And let us say again: Amen. CHORUS Oseh shalom bim'romav, Hu ya-aseh shalom alēnu v'al kol Yis'raēl v'im'ru: amen. | I. Invocación NARRADOR Oh, Padre mío: antiguo, santificado, Solitario, decepcionado Padre: Traicionado y rechazado Gobernante del Universo: Enojado, arrugado Antigua Majestad: Quiero rezar. Quiero decir el Kaddish. Mi propio Kaddish. Puede que no haya Nadie que lo diga después de mí. Tengo tan poco tiempo, como Tú bien sabes. ¿Queda un minuto para mi final? ¿Una hora? ¿Hay tiempo siquiera para considerar la pregunta? Podría ser aquí, mientras estamos cantando. Que seamos detenidos, de una vez por todas, cortados en el acto de alabarte. Pero mientras tenga aliento, aunque sea breve, Cantaré este último Kaddish para Ti, Por mí, y por todos los que amo Aquí en esta casa sagrada. Quiero rezar, y el tiempo es breve. Magnificado y santificado sea Su gran nombre... Kaddish 1 NARRADOR Magnificado... y santificado... Sea el gran nombre... amén. CORO Magnificado y santificado sea Su gran nombre, amén. En todo el mundo que Él ha creado a Su voluntad; Y que Él establezca Su reino Durante Su vida y durante Sus días Y durante la vida de toda la casa de Israel, Pronto, y en un tiempo cercano, Y decid: amén. Que Su gran nombre sea bendecido Por siempre y por toda la eternidad. Bendito y alabado y glorificado, Y exaltado y ensalzado y honrado, Y magnificado y alabado Sea el nombre del Santo, bendito sea; Aunque Él esté más allá de todas las bendiciones, E himnos, alabanzas y consuelos, que puedan pronunciarse en el mundo. Y decid: amén. Que haya abundante paz Del cielo, y vida para nosotros Y para Israel; Y decid: amén. NARRADOR ¡Amén! ¡Amén! ¿Has oído eso, Padre? «¡Abundante paz! Que abundante paz Descienda sobre nosotros. Amén». Gran Dios, Tú haces la paz en los lugares altos, Quien ordenó la mañana desde el inicio de los días, e hiciste que el amanecer conociera su lugar. Seguramente Tú puedes causar y ordenar Un toque de orden aquí abajo, En esta mancha aturdida. Y digamos de nuevo: amén. CORO El que hace la paz en sus alturas, Que Él haga la paz para nosotros Y para todo Israel; Y decid: amén. |
| II. Din-Torah SPEAKER With Amen on my lips, I approach Your presence, Father. Not with fear, But with a certain respectful fury. Do You not recognize my voice? I am that part of Man You made To suggest his immortality. You surely remember, Father?—the part That refuses death, that insists on You, Divines Your voice, guesses Your grace. And always You have heard my voice, And always You have answered me With a rainbow, a raven, a plague, something. But now I see nothing. This time You show me Nothing at all. Are You listening, Father? You know who I am: Your image; that stubborn reflection of You That Man has shattered, extinguished, banished. And now he runs free—free to play With his new-found fire, avid for death, Voluptuous, complete and final death. Lord God of Hosts, I call You to account! You let this happen, Lord of Hosts! You with Your manna, Your pillar of fire! You ask for faith, where is Your own? Why have You taken away Your rainbow, That pretty bow You tied round Your finger To remind You never to forget Your promise? "For lo, I do set my bow in the cloud... And I will look upon it, that I May remember my everlasting covenant ..." Your covenant! Your bargain with Man! Tin God! Your bargain is tin! It crumples in my hand! And where is faith now—Yours or mine? CHORUS (Cadenza) Amen, Amen, Amen... SPEAKER Forgive me, Father. I was mad with fever. Have I hurt You? Forgive me, I forgot You too are vulnerable. But Yours was the first mistake, creating Man in Your own image, tender, Fallible. Dear God, how You must suffer, So far away, ruefully eyeing Your two-footed handiwork—frail, foolish, Mortal. My sorrowful Father, If I could comfort You, hold You against me, Rock You and rock You into sleep. Kaddish 2 SOPRANO SOLO & BOYS' CHOIR Yit'gadal v'yit'kadash sh'mē raba, amen... SPEAKER Rest, my Father. Sleep, dream. Let me invent Your dream, dream it With You, as gently as I can. And perhaps in dreaming, I can help You Recreate Your image, and love him again. | II. Din-Torah NARRADOR Con el Amén en los labios, me acerco Tu presencia, Padre. No con miedo, Sino con cierta furia respetuosa. ¿No reconoces mi voz? Soy la parte del hombre que hiciste. Para sugerir su inmortalidad. Seguramente recuerdas, Padre... la parte... Que rechaza la muerte, que insiste en Ti, adivina tu voz, adivina tu gracia. Y siempre has escuchado mi voz. Y siempre me has respondido Con un arco iris, un cuervo, una plaga, algo. Pero ahora no veo nada. Esta vez me muestras Nada en absoluto. ¿Me estás escuchando, Padre? Tú sabes quién soy. Tu imagen; ese terco reflejo de Ti Ese Hombre ha destrozado, extinguido, desterrado. Y ahora corre libre, libre para jugar Con su fuego recién descubierto, ávido de muerte, Voluptuosa, completa y final muerte. ¡Señor Dios de los Ejércitos, te pido cuentas! ¡Tú permitiste que esto sucediera, Señor de los Ejércitos! ¡Tú con tu maná, tu columna de fuego! Pides fe, ¿dónde está la tuya? ¿Por qué te has llevado tu arco iris? Ese bonito lazo que ataste alrededor de Tu dedo ¿Para recordarte que nunca olvides tu promesa? Porque he aquí, pongo mi arco en la nube... Y lo miraré, para que Recuerde mi pacto eterno... ¡Tu pacto! ¡Tu pacto con el Hombre! ¡Dios de hojalata! ¡Tu pacto es de hojalata! ¡Se arruga en mi mano! ¿Y dónde está la fe ahora, en la tuya o en la mía? CORO (Cadenza) Amén, Amén, Amén... NARRADOR Perdóname, Padre. Estaba loco de fiebre. ¿Te he hecho daño? Perdóname. Olvidé que Tú también eres vulnerable. Pero Tuyo fue el primer error, creando Hombre a Tu propia imagen, tierno, Falible. Querido Dios, cómo debes sufrir. Tan lejos, mirando con pesar Tu obra de dos pies, frágil, tonta. Mortal. Padre mío afligido, Si pudiera consolarte, sostenerte contra mí, Acunarte y mecerte hasta que te duermas. Kaddish 2 SOPRANO SOLISTA & CORO DE NIÑOS Magnificado y santificado sea Su gran nombre... NARRADOR Descansa, Padre mío. Duerme, sueña. Déjame inventar Tu sueño, sueña Contigo, tan suavemente como pueda. Y quizás al soñar, pueda ayudarte Recrear Tu imagen, y amarlo de nuevo. |
| III. Scherzo SPEAKER I'll take You to Your favorite star. A world most worthy of Your creation. And hand in hand we'll watch in wonder The workings of perfectedness. This is Your Kingdom of Heaven, Father, Just as You planned it. Every immortal cliché intact. Lambs frisk. Wheat ripples. Sunbeams dance. Something is wrong. The light: flat. The air: sterile. Do You know what is wrong? There is nothing to dream. Nowhere to go. Nothing to know. And these, the creatures of Your Kingdom, These smiling, serene and painless people— Are they, too, created in Your image? You are serenity, but rage As well. I know. I have borne it. You are hope, but also regret. I know. You have regretted me. But not these—the perfected ones: They are beyond regret, or hope. They do not exist, Father, not even In the light-years of our dream. Now let me show You a dream to remember! Come back with me, to the Star of Regret: Come back, Father, where dreaming is real, And pain is possible—so possible You will have to believe it. And in pain You will recognize Your image at last. Now behold my Kingdom of Earth! Real-life marvels! Genuine wonders! Dazzling miracles!... Look, a Burning Bush! Look, a Fiery Wheel! A Ram! A Rock! Shall I smite it? There! It gushes! It gushes! And I did it! I am creating this dream! Now Will You believe? I have You, Father, locked in my dream, And You must remain till the final scene... Now! Look up! High! What do You see? A rainbow, which I have created for You! My promise, my covenant! Look at it, Father: Believe! Believe! Look at my rainbow and say after me: Magnified... and sanctified... Be the great name of man! The colors of my rainbow are blinding, Father, And they hurt Your eyes, I know. But don't close them now. Don't turn away. Look. Do You see how simple and peaceful It all becomes, once You believe? Believe! Kaddish 3 BOYS' CHOIR Yit'gadal v'yit'kadash sh'mē raba, amen. SPEAKER Don't waken yet! However great Your pain, I will help You suffer it. O God, believe. Believe in me And You shall see the Kingdom of Heaven On Earth, just as You planned. Believe ... believe. See how my rainbow lights the scene. The voices of Your children call From corner to corner, chanting Your praises. BOYS' CHOIR b'al'ma div'ra chirut? ... SPEAKER The rainbow is fading. Our dream is over. We must wake up now, and the dawn is chilly. Finale SPEAKER The dawn is chilly, but the dawn has come. Father, we've won another day. We have dreamed our Kaddish, and wakened alive. Good morning, Father. We can still be immortal, You and I, bound by our rainbow. That is our covenant, and to honor it Is our honor ... not quite the covenant We bargained for, so long ago, At the time of that Other, First Rainbow. But then I was only Your helpless infant, Arms hard around You, dead without You. We have both grown older, You and I. And I am not sad, and You must not be sad. Unfurrow Your brow, look tenderly again At me, at us, at all these children Of God here in this sacred house. And we shall look tenderly back to You. O my Father, Lord of Light! Beloved Majesty: my Image, my Self! We are one, after all, You and I: Together we suffer, together exist, And forever will recreate each other. Recreate, recreate each other! Suffer, and recreate each other! SOPRANO SOLO, BOYS' CHOIR & CHORUS Y'hē sh'mē raba m'varach... | III. Scherzo NARRADOR Te llevaré a tu estrella favorita. Un mundo digno de tu creación. Y de la mano observaremos maravillados Los trabajos de la perfección. Este es Tu Reino de los Cielos, Padre, Tal como lo planeaste. Cada cliché inmortal intacto. Los corderos retozan. El trigo ondea. Los rayos de sol bailan. Algo va mal. La luz: plana. El aire: estéril. ¿Sabes lo que está mal? No hay nada para soñar. Nada que hacer. Nada que conocer. Y estas, las criaturas de Tu Reino, Esta gente sonriente, serena y sin dolor... ¿Ellos también fueron creados a Tu imagen? Tú eres serenidad, pero rabia También. Lo sé. La he soportado. Eres esperanza, pero también pesar. Lo sé. Me has lamentado. Pero no estos, los perfeccionados: Ellos están más allá del arrepentimiento o la esperanza. No existen, padre, ni siquiera. En los años luz de nuestro sueño. ¡Ahora déjame mostrarte un sueño para recordar! Vuelve conmigo, a la estrella del arrepentimiento: Vuelve, Padre, donde soñar es real, Y el dolor es posible-tan posible Tendrás que creerlo. Y en el dolor Reconocerás Tu imagen al fin. ¡Contempla ahora mi Reino en la Tierra! ¡Maravillas de la vida real! ¡Maravillas auténticas! ¡Milagros deslumbrantes!... ¡Mira, una zarza ardiente! ¡Mira, una rueda ardiente! ¡Un carnero! ¡Una roca! ¿La golpeo? ¡Allí! ¡Chorrea! ¡Sale a borbotones! «¡Y yo lo hice! ¡Estoy creando este sueño! «Ahora ¿Me creerás? Te tengo, Padre, encerrado en mi sueño, Y debes permanecer hasta la escena final... ¡Ahora! ¡Mirad arriba! ¡Arriba! ¿Qué ves? ¡Un arco iris, que he creado para ti! ¡Mi promesa, mi pacto! Míralo, Padre: ¡Cree! ¡Cree! Mira mi arco iris y di después de mí: Magnificado... y santificado... ¡Sea el gran nombre del hombre! Los colores de mi arco iris son cegadores, Padre, Y lastiman tus ojos, lo sé. Pero no los cierres ahora. No des la espalda. Mira, ¿ves qué simple y pacífico? ¿Todo se vuelve, una vez que crees? ¡Cree! Kaddish 3 CORO DE NIÑOS Magnificado y santificado sea Su gran nombre... NARRADOR ¡No despiertes todavía! Por grande que sea Tu dolor, Te ayudaré a sufrirlo. Oh Dios, cree. Cree en mí Y verás el Reino de los Cielos En la Tierra, tal como Tú lo planeaste. Cree... cree. Mira cómo mi arco iris ilumina la escena Las voces de Tus hijos llaman De esquina a esquina, cantando Tus alabanzas. CORO DE NIÑOS En todo el mundo que Él ha creado a Su voluntad?... NARRADOR El arco iris se desvanece. Nuestro sueño ha terminado. Ahora debemos despertar, y el amanecer es frío. Finale NARRADOR El amanecer es frío, pero el amanecer ha llegado. Padre, hemos ganado otro día. Hemos soñado nuestro Kaddish, y despertado vivos. Buenos días, Padre. Aún podemos ser inmortales, Tú y yo, unidos por nuestro arcoiris. Ese es nuestro pacto, y honrarlo Es nuestro honor... no es exactamente el pacto Que negociamos, hace tanto tiempo, En el momento de ese Otro, Primer arcoiris. Pero entonces yo era sólo tu indefenso bebé, Brazos duros alrededor de ti, muerto sin ti. Ambos hemos crecido, Tú y yo. Y no estoy triste, y Tú no debes estar triste. Desarruga Tu frente, mira tiernamente de nuevo A mí, a nosotros, a todos estos hijos De Dios aquí en esta casa sagrada. Y te miraremos tiernamente a Ti. ¡Oh Padre mío, Señor de la Luz! Amada Majestad: ¡mi Imagen, mi Ser! Somos uno, después de todo, Tú y yo: Juntos sufrimos, juntos existimos, Y por siempre nos recrearemos el uno al otro. ¡Recreaos, recreaos el uno al otro! Sufrimos y nos recreamos. SOPRANO SOLISTA, CORO DE NIÑOS & CORO Que Su gran nombre sea bendecido |

## Adaptaciones
Existe una adaptación en forma de canon a cinco voces de la Sinfonía Kaddish escrito para coro de niños a cinco voces con acompañamiento de teclado. Este arreglo se estrenó el 18 de diciembre de 1979 en la iglesia Brick Presbyterian de Nueva York dirigido por Maala Roos.

## Discografía selecta
La primera grabación fue realizada en 1963 con Bernstein al frente de la Filarmónica de Nueva York, Jennie Tourel como solista y Felicia Montealegre como narradora para CBS.
- 1963 – Jennie Tourel, Felicia Montealegre, Leonard Bernstein, Orquesta Filarmónica de Nueva York (CBS Mono-KL 6005).
- 1973 – Jennie Tourel, Felicia Montealegre, Leonard Bernstein, Orquesta Filarmónica de Nueva York (CBS 78228).
- 1978 – Montserrat Caballé, Michael Wager, Leonard Bernstein, Orquesta Filarmónica de Israel (DG 2530 970). Primera grabación de la versión revisada.
- 2004 – Ann Murray, Jamie Bernstein, Leonard Slatkin, Coro y Orquesta Sinfónica de la BBC (Chandos CHAN 10172).
- 2016 – Yvonne Kenny, Willard White, Gerard Schwarz, Real Orquesta Filarmónica de Liverpool (Naxos 8.559456).
- 2018 – The 3 Symphonies.  Antonio Pappano, Academia Nacional de Santa Cecilia (Warner Classics 0190295661588; 2CD).